# Stenommatius rufiventris
Stenommatius rufiventris är en tvåvingeart som först beskrevs av Macquart 1838.  Stenommatius rufiventris ingår i släktet Stenommatius och familjen rovflugor. Inga underarter finns listade i Catalogue of Life.